# 稗薹草
稗薹草（学名：Carex xiphium）是莎草科薹草属的植物。分布在朝鲜、俄罗斯以及中国大陆的吉林省等地，生长于海拔500米至1,000米的地区，多生长于林中，目前尚未由人工引种栽培。